# 오뚝이다트
오뚝이 다트는 2015년 트니트니 율동체조에서 제작한 어린이 동요이다. "던져!"의 내용이 반복되는 특이한 가사 내용으로 인해 2018년부터 리그 오브 레전드를 플레이하는 사람들 사이에서 인터넷 밈처럼 소비되다가, 2019년 10월에 가사 중 일부인 '던져! 던져!’를 반복하는 영상이 화제를 모으기도 했다.

## 개요
오뚝이다트는 2015년 출시 당시는 큰 인기를 얻지 못하였으나 2019년에는 'n시간 동안 오뚝이 다트 춤추기' 등 수많은 패러디로 큰 인기를 얻었다. 유튜버 '짱재영'은 이 노래에 맞춰 1시간 동안 같은 춤을 반복하는 챌린지 영상을 올렸고, 허팝은 10시간 동안 따라 추는 영상을 업로드했다.